# Dekanat czarnoleski
Dekanat czarnoleski – jeden z 29 dekanatów w rzymskokatolickiej diecezji radomskiej.
Składa się z następujących parafii:
- Parafia św. Maksymiliana Kolbego w Bogucinie
- Parafia Nawiedzenia Najświętszej Maryi Panny w Garbatce
- Parafia Niepokalanego Serca Maryi w Gniewoszowie
- Parafia Trójcy Świętej w Gródku
- Parafia św. Stanisława Biskupa i Męczennika w Oleksowie
- Parafia Wniebowzięcia Najświętszej Maryi Panny w Opactwie
- Parafia św. Stefana w Policznie
- Parafia św. Wawrzyńca w Sieciechowie
- Parafia Niepokalanego Poczęcia Najświętszej Marii Panny w Wygodzie
- Parafia Najświętszej Maryi Panny Królowej Różańca Świętego w Wysokim Kole
- Parafia Matki Bożej Nieustającej Pomocy w Zajezierzu